# Albatros D.III
Альбатрос D.III (нем. Albatros D.III) — немецкий истребитель-биплан, использовавшийся в Первой мировой войне, один из самых успешных истребителей войны.

## История создания
В то время как производился истребитель Albatros D.II, Роберт Телен уже начал проектирование новой, улучшенной модели самолёта. На инспекторат Воздушных Сил Германской империи произвели сильное впечатление французские полуторапланы системы Ньюпора, и германским производителям было предложено скопировать этот тип аппарата. Не обошли это веяние моды и фирму Альбатрос, но её инженеры, отказавшись от прямого копирования, тем не менее внесли характерные изменения в конструкцию планера третьей модели истребителя. В результате этого изменилась конфигурация крыльев, нижнее крыло получило более узкую хорду, а верхнее больший размах и скошенные концы. Это позволило улучшить обзор пилота, повысить эффективность элеронов, но повлекло за собой повышенную вибрацию крыльев, приводившую к их разрушению при затяжном пикировании. Проблему попытались решить усилением конструкции нижних крыльев, стали использоваться дополнительные откосы к V-образным стойкам бипланной коробки для повышения её жёсткости. Но до конца избавиться от повышенной вибрации так и не сумели, даже на следующей модели. Также была увеличена мощность двигателя самолёта со 160 л. с. до 175 л. с. за счёт увеличения степени сжатия. Радиатор, находящийся в средней части верхнего крыла, в процессе производства был смещен вправо. Это изменение было сделано исходя из боевого опыта, который показал, что радиатор, находящийся над головой пилота своими трубопроводами мешал обзору, а оказавшись пробитым выпускал струю горячей воды и пара прямо в лицо пилоту.

## Боевое применение
Самолёты Albatros D.III начали эксплуатироваться в первые месяцы 1917 года. В ходе воздушных боёв на Западном фронте в начале 1917 года, истребители Albatros D.III показали своё превосходство над английскими и французскими самолётами устаревших типов — Фарман, Вуазен, Моран, Ньюпор со звездообразными двигателями довоенной разработки «Гном-Рон», «Клерже» мощностью 80—130 л. с. К осени 1917 года, использовалось уже практически 500 истребителей Albatros D.III.
Однако, уже к середине 1917 года превосходство было утрачено: союзники на базе V- образного 8-цилиндрового двигателя известной в то время автомобильной фирмы Hispano-Suiza мощностью 200 л. с. (в форсированном по степени сжатия 220 л. с.) против рядного 6-цилиндрового двигателя «Мерседес» мощностью 160—175 л. с. выпустили истребители SPAD XIII и Royal Aircraft Factory SE.5, развивавшие скорость 225 км/час и вооруженных двумя синхронными пулеметами. Притом эти истребители были выпущены значительно большими тиражами : Спад более 8 тыс. шт и более 5 тыс. английский истребитель. В 1918 году союзники выпустили ещё более мощные машины, например, «Martinsyde» F4 с двигателем «Испано» уже в 300л. с. Этому Германия уже ничего не могла противопоставить. «Martinsyde» F4 нашёл широкое применение после войны, например, СССР закупил для своих ВВС более 100 машин.
На Albatros D.III. сражались такие асы, как Манфред фон Рихтгофен, Вернер Фосс и Годвин Брумовски.

## Тактико-технические характеристики

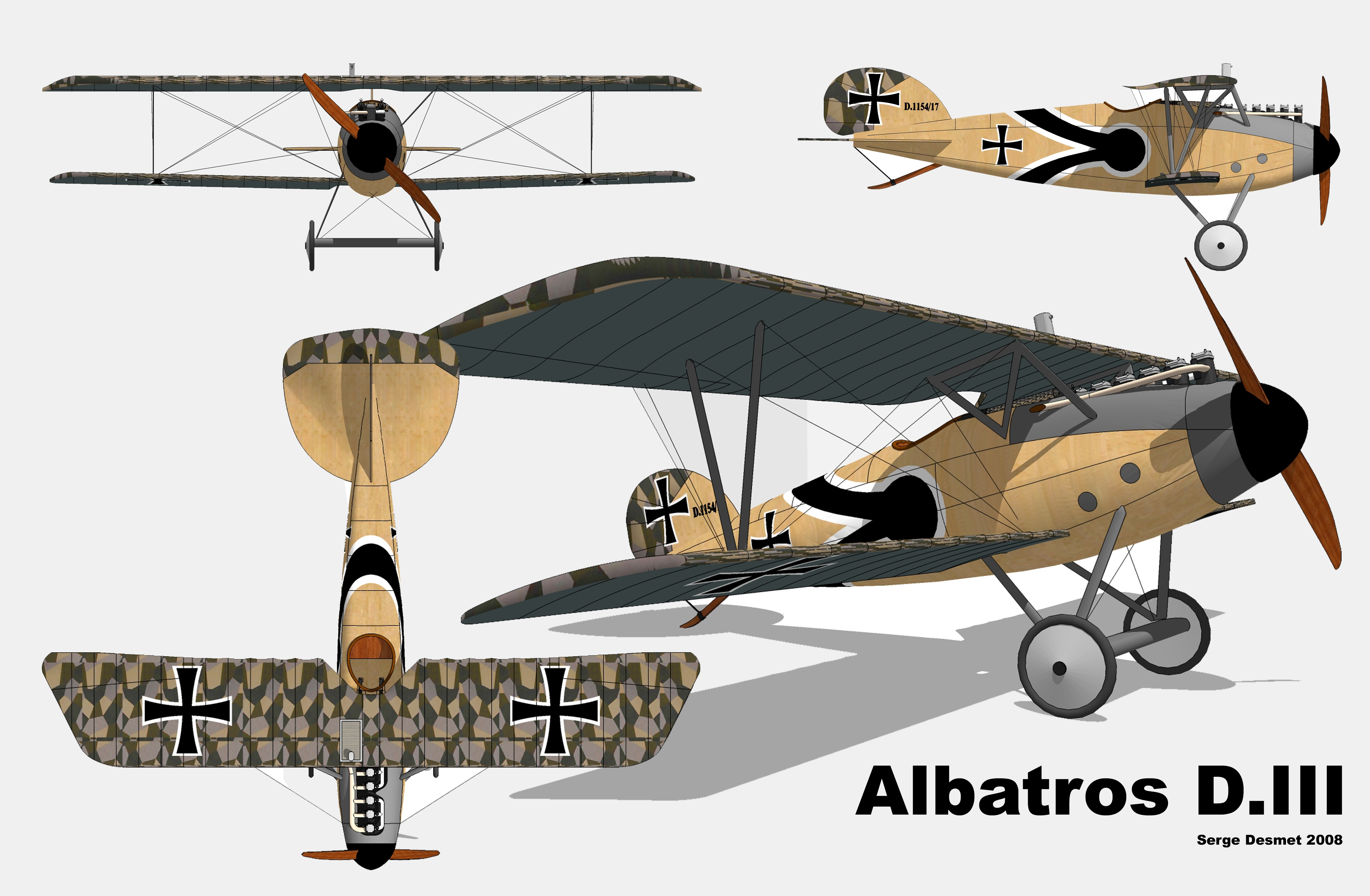
Albatros D.III

Источник данных: «Уголок неба»

Технические характеристики
- Экипаж: 1 пилот
- Длина: 7,33 м
- Размах крыла: 9,04 м
- Высота: 2,98 м
- Площадь крыла: 20,5 м²
- Масса пустого: 661 кг
- Нормальная взлётная масса: 886 кг
- Силовая установка: 1 × жидкостного охлаждения Mercedes D.IIIa
- Мощность двигателей: 1 × 175 л. с. (1 × 129 кВт)

Лётные характеристики
- Максимальная скорость: 175 км/ч
- Крейсерская скорость: 152 км/ч
- Продолжительность полёта: 2 часа
- Практический потолок: 5 500 м
- Скороподъёмность: 4,2 м/с

Вооружение
- Стрелково-пушечное: 2 × 7,92 мм синхронных пулемёта LMG 08/15 «Шпандау»